# Alpalhão
Alpalhão ist eine Kleinstadt (Vila) und Gemeinde in Portugal.

## Geschichte
Der Ort geht auf die arabische Ortschaft Alpalantri zurück, die ihrerseits vermutlich auf eine römische Befestigung zurückging. Hier bestanden noch Befestigungsanlagen, als im Verlauf der portugiesischen Reconquista König Sancho I. das Gebiet Açafa (die heutigen Kreise Nisa, Vila Velha de Ródão und teilweise Proença-a-Nova) zur Neubesiedlung an den Templerorden gab.
Ende des 13. bis Anfang des 14. Jahrhunderts wurde die Gemeinde Alpalhão eigenständig. Der Ort erhielt 1512 Stadtrechte durch König Manuel I. und war Sitz eines eigenen Kreises. 1855 wurde der Kreis aufgelöst und Nisa angegliedert. Nach einer Ausgliederung an den Kreis Crato 1895 ist Alpalhão seit 1898 eine Gemeinde im Kreis Nisa geblieben.

## Kultur und Sehenswürdigkeiten
Mit der Casa-Museu de Alpalhão unterhält die Gemeinde ein Heimatmuseum, untergebracht in einem denkmalgeschützten historischen Gebäude.

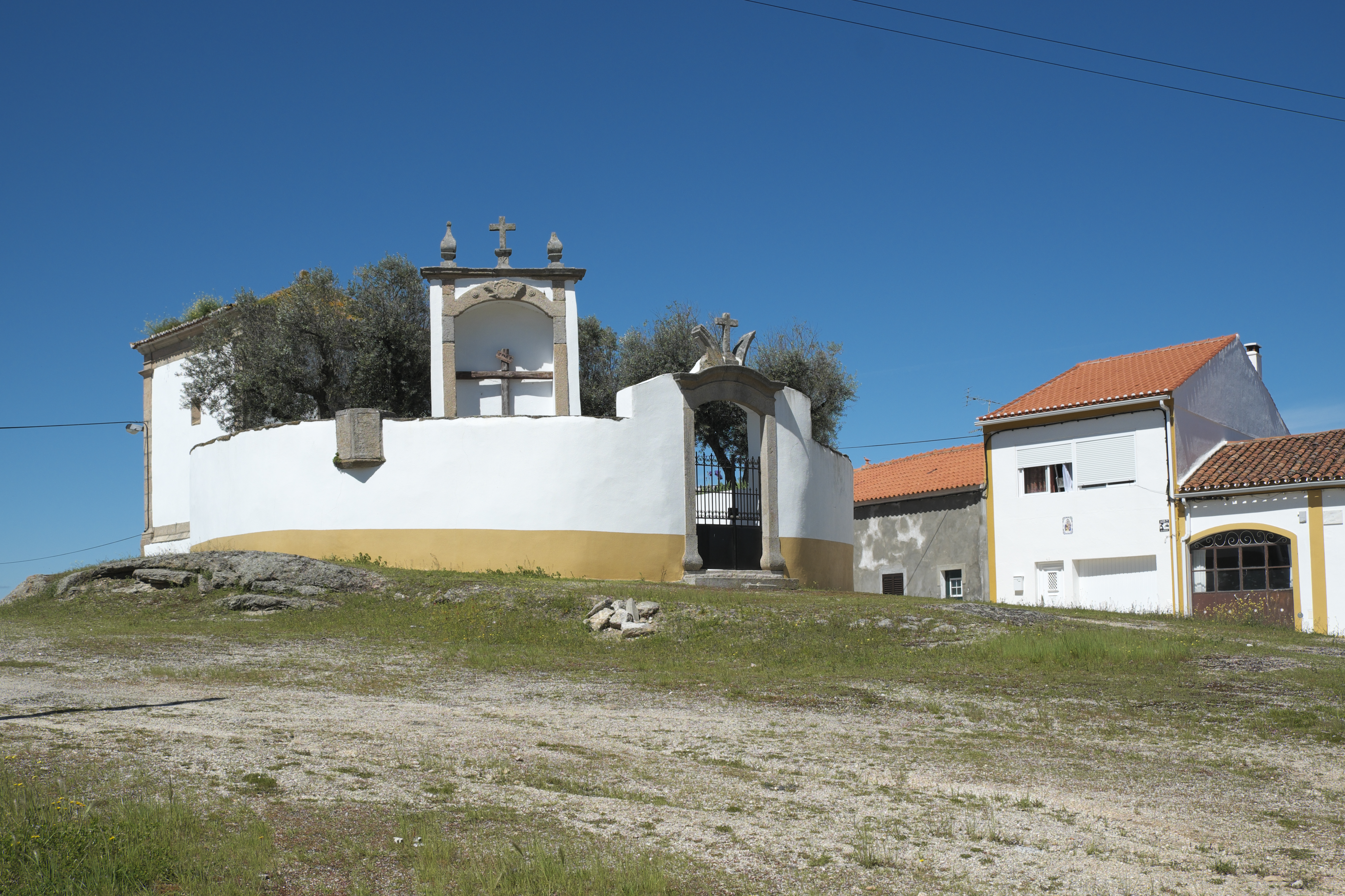
Kreuzbergkapelle aus dem 15. Jahrhundert

Zu den Baudenkmälern der Gemeinde gehören des Weiteren die mittelalterliche Burg, die Stierkampfarena (port.: Praça de Touros), und andere historische öffentliche Bauten, etwa Brunnen, Grundschule u. a. Auch einige Sakralbauten sind zu nennen, etwa die manuelinische Igreja de Misericórdia de Alpalhão. Die auch als Igreja do Espírito Santo (dt.: Heiliggeistkirche) bekannte einschiffige Kirche  zeigt manieristische Altarretabel und Holzdecken.
Der historische Ortskern steht zudem als Ganzes unter Denkmalschutz.
Vogelbeobachtung wird in den Naturgebieten rund um Alpalhão betrieben.

## Wirtschaft
Die Gemeinde ist landwirtschaftlich geprägt, Viehzucht und der Anbau von Getreide und Gemüse sind zu nennen. Ein wichtiger Wirtschaftszweig ist hier zudem Abbau und Verarbeitung von Granit.
Unternehmen des Baugewerbes, der Schlosserei, der Wurstfabrikation und des Backhandwerks sind in der Gemeinde ansässig, dazu gibt es Betriebe des Handels und der Gastronomie.
Auch das Kunsthandwerk ist von Bedeutung, insbesondere traditionelle Stickereien, Spitze und Teppiche werden hier hergestellt.
Fremdenverkehr ist hier noch nicht von größerer Bedeutung und wird in der Form des Individualtourismus zumeist als Turismo rural betrieben.

## Verwaltung

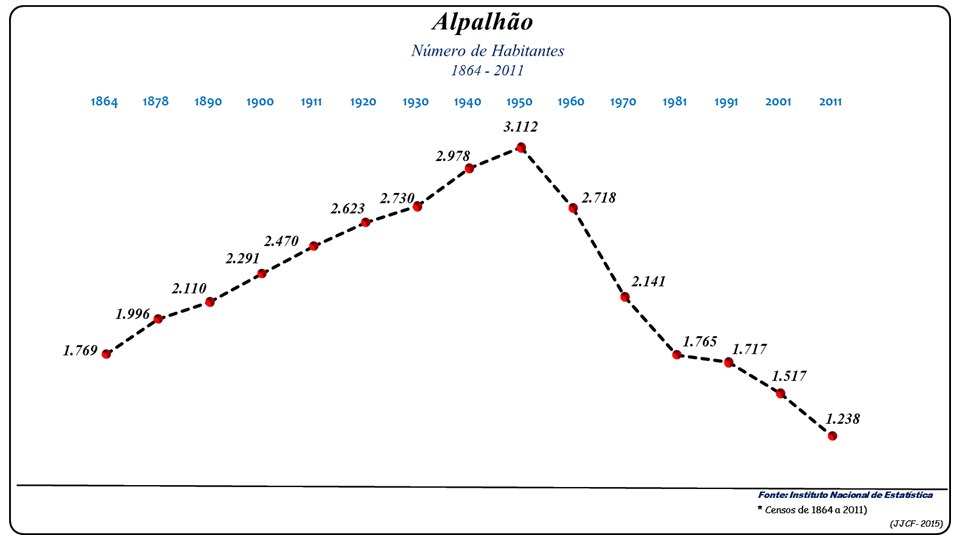
Bevölkerungsentwicklung in der Gemeinde Alpalhão (1864–2011)

Alpalhão ist Sitz einer gleichnamigen Gemeinde (Freguesia) im Kreis (Concelho) von Nisa im Distrikt Portalegre. In ihr leben 989 Einwohner auf einer Fläche von 34 km² (Stand 19. April 2021).
Folgende Ortschaften liegen im Gemeindegebiet:
- Alpalhão
- Carvalhal
- Catraia

## Verkehr
Der 5 km südlich liegende Bahnhof von Vale do Peso, an der Eisenbahnstrecke Ramal de Cáceres, war der nächstgelegene Bahnanschluss. Die Strecke wurde im August 2012 stillgelegt.
Alpalhão ist in das landesweite Busnetz der Rede Expressos eingebunden.
Der Ort liegt an der IP2 (hier auch Europastraße E 802), die 28 km nordwestlich zum Anschlusspunkt Nr. 15 (bei Gardete) der Autobahn A23 führt. Südöstlich verläuft die IP2 an der 25 km entfernten Distrikthauptstadt Portalegre vorbei.